# Josef Fritz Kastner
Josef Fritz Kastner (* 24. Februar 1888 in Wien; † 6. März 1968 ebenda) war ein österreichischer Lehrer und Prähistoriker.

## Leben
Kastner war zuerst als Hauptschullehrer tätig. Ab 1923 studierte er bei Oswald Menghin an der Universität Wien Ur- und Frühgeschichte. 1924 wurde er zum Korrespondenten des Bundesdenkmalamtes in Wien ernannt. 1930 wurde er an der Universität Wien mit einer Arbeit zur Urgeschichte des XIII. Wiener Gemeindebezirks promoviert.
Kastner war als Archäologe in Wien und Umgebung tätig. Vor allem das Gebiet um Aspern bei Wien war sein eigentliches Forschungsgebiet. Er entdeckte zahlreiche urzeitliche Fundstellen und rettete wichtige Materialien vor der Vernichtung. Über seine Funde und Erkenntnisse liegen etwa 30 Veröffentlichungen vor. Die wissenschaftliche Bedeutung Kastners liegt vor allem darin, dass er für weite Teile des Wiener Bodens die urgeschichtlichen Grundlagen aufbereiten konnte und seine Ergebnisse in unzähligen Vorträgen und durch populäre Veröffentlichungen über das Fach hinaus verbreitete.
1975 wurde der Fritz-Kastner-Weg in Wien-Hietzing nach ihm benannt.

## Veröffentlichungen (Auswahl)
- Hietzing. Ein Heimatbuch des XIII. Wiener Gemeindebezirkes. 2. Band (Urgeschichte und Frühes Mittelalter). Wien 1932.
- Mammutjäger, Bauern, Krieger. Wien-Leipzig 1940.